# Vyznamenání Za vynikající práci

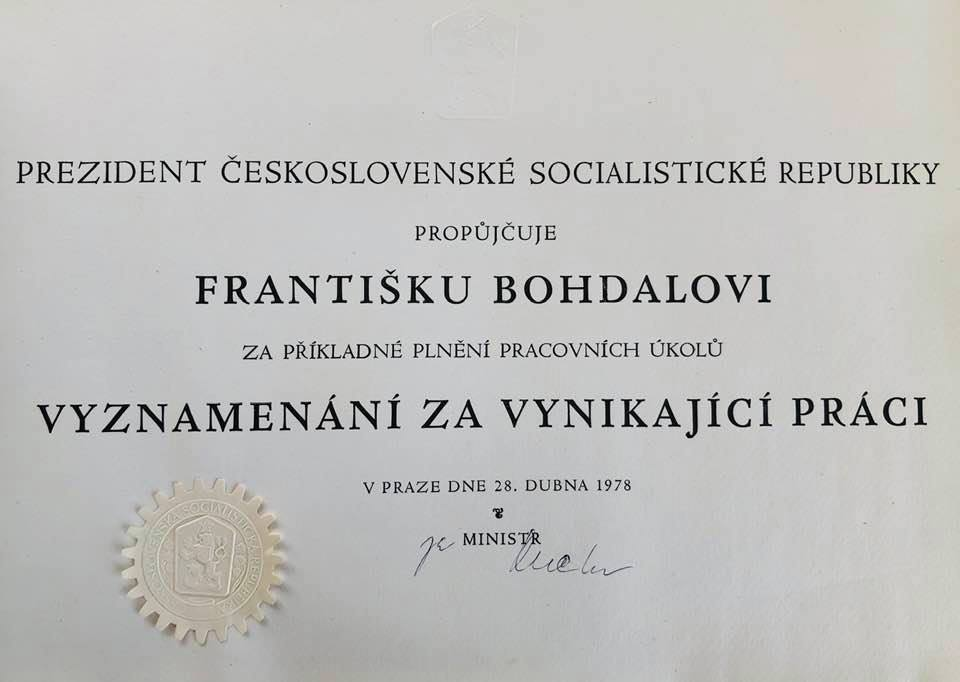
Velký udělovací dekret k vyznamenání Za vynikající práci (ruční papír, suchá pečeť, slepotisk).

Vyznamenání Za vynikající práci bylo československé státní vyznamenání.

## Zavedení vyznamenání
Vyznamenání bylo zavedeno vládním nařízením č. 30/1951 Sb., z 3. dubna 1951. Propůjčovalo se osobám, které „vynikající údernickou prací a trvalými mimořádnými výkony se staly vzorem v plnění pracovních úkolů a získaly další pracovníky k následování, nebo těm, kdo svou vynikající činností přispěli k rozvoji vědy, kultury nebo techniky.“ Vyznamenání Za vynikající práci propůjčoval na návrh vlády prezident republiky. Zároveň s vyznamenáním nositel obdržel dekret nebo průkazku jako doklad k nošení vyznamenání. Pokud bylo vyznamenání uděleno in memoriam, vyznamenání a doklady se doručily rodině zemřelého. Mohlo být uděleno i pracovním kolektivům.

## Podoba vyznamenání
Má podobu kruhu o průměru 33 mm, je raženo z bronzu. Bronzovým závěsem tvořeným dvěma vavřínovými ratolestmi je zavěšeno na stuze 38 mm široké a 55 mm dlouhé; stuha je modrá s dvěma 3 mm širokými rudými pruhy uprostřed.

### Avers
Lipové ratolesti a stuha s nápisem Za vynikající práci, nad kterým byl vyobrazen srp a kladivo. 

### Revers
V lipových ratolestech písmena ČSR (do r. 1960) nebo ČSSR (po r. 1960), nad kterými byla vyobrazena pěticípá hvězda a dole matriční číslo.

## Nošení vyznamenání
Vyznamenání se nosilo na levé straně prsou. Řadilo se za Řád Klementa Gottwalda – za budování socialistické vlasti, Řád Republiky, Řád rudé zástavy, Řád rudého praporu práce, Řád rudé hvězdy, Řád práce, Řád rudé hvězdy práce, stříbrnou a bronzovou medaili Řádu 25. února 1948, kříž československého vojenského Řádu Bílého lva za vítězství, československý válečný kříž 1914–1918, československý válečný kříž 1939, I. třídu Řádu slovenského národního povstání, zlatou medaili československého vojenského Řádu Bílého lva za vítězství, stříbrnou medaili československého vojenského Řádu Bílého lva za vítězství, II. třídu Řádu slovenského národního povstání, medaili Československého velitelského řádu Jana Žižky z Trocnova, medaili Za zásluhy o obranu vlasti, vyznamenání Za zásluhy o výstavbu, vyznamenání Za pracovní věrnost, medaili Za službu vlasti a před vyznamenání Za pracovní obětavost a ostatní československá vyznamenání.

## Zrušení vyznamenání
Vyznamenání bylo zrušeno Zákonem o státních vyznamenáních ČSFR č. 404/1990 Sb. ze dne 2. října 1990. Zákon nabyl účinnosti dne 15. října 1990.